# Let the Truth Be Told
Let the Truth Be Told è il nono album in studio del rapper statunitense Z-Ro, pubblicato nel 2005.

## Tracce
1. Mo' City Don (Freestyle) – 4:25
2. The Mule (featuring Devin the Dude & Juvenile) – 4:29
3. Don't Wanna Hurt Nobody (featuring Trae & Lil' Boss) – 3:32
4. Platinum – 3:31
5. It Don't Stop – 3:41
6. I'm a Soldier – 3:36
7. 1 Night (featuring Trae) – 5:07
8. Help Me Please – 5:00
9. Another Song – 4:20
10. Everyday, Samethang – 4:18
11. The Same One – 3:57
12. 1st Time Again (featuring Ashanti) – 4:31
13. From the South (featuring Paul Wall & Lil' Flip) – 3:50
14. Respect My Mind – 5:00
15. Ride 2 Night – 4:33
16. Auntie & Grandma – 4:10
17. It's a Shame – 3:26